# Дунка, Николае
Николае Дунка (рум. Nicolae Dunca; 1837 — 8 июня 1862) — американский офицер румынского происхождения, капитан американских войск, участник гражданской войны в США.

## Биография
Уроженец города Яссы, румынско-венгерского происхождения. Служил в Королевском венгерском гонведе во время Венгерской революции 1848 года, лейтенант Экспедиции тысячи на Сицилию под командованием Фидьельмешши. Позже прибыл в США, с марта 1862 года служил в Армии Союза. Назначен капитаном в 12-й Нью-Йоркский пехотный полк, который действовал в долине Шенандоа под руководством Джона Фримонта.
В битве при Кросс-Кейс 8 июня 1862 года был убит рядовым Джоном Лонгом из роты B 21-го Джорджийского пехотного полка, находясь в дозоре. При обыске у Дунки обнаружили приказ Фремонта о действиях на сегодняшний день. На момент смерти Дунка был всё ещё подданным Австро-Венгрии. Похоронен на Перкис-Фарм в Кросс-Киз в Виргинии, позже перезахоронен на Стонтонском национальном кладбище (секция B, могила 292).
Дунка был не единственным подданным Австро-Венгрии с румынскими корнями, служившим в Армии Союза: ещё одним примечательным является поляк Константин Бландовский, служивший в Королевском гонведе.